# Naimu-shō

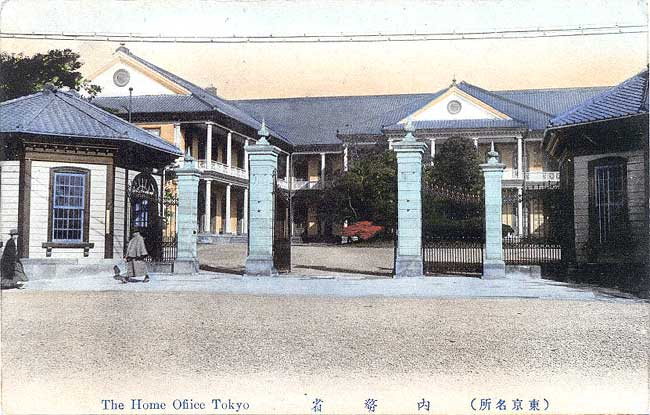
Naimu-shō, um 1900

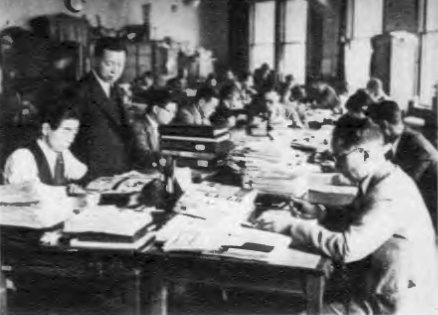
Die Zensurabteilung der damals dem Naimu-shō unterstellten Keishi-chō, der Polizei für die Präfektur Tokio, 1938

Das Naimu-shō (jap. 内務省, „Ministerium für Innere Angelegenheiten“, engl. Home Ministry, manchmal auch Ministry of Internal Affairs, Interior Ministry u. ä.) war eines der mächtigsten Ministerien der Zentralregierung im Japanischen Kaiserreich.
1873 eingerichtet, gehörten zu seinen Aufgaben die innere Sicherheit, die Polizei, die regionalen Verwaltungen, das öffentliche Bauwesen, bis 1938 das Sozial- und Gesundheitswesen und nach der Auflösung des Religionsministeriums (教部省, kyōbu-shō) 1877 der Staats-Shintō. Von 1897 bis zur (Wieder-)Einrichtung des Kolonialministeriums 1929 hatte es auch die Aufsicht über das Generalgouvernement (sōtokufu) der japanischen Kolonie Taiwan. 1947 wurde es nach Anordnungen der Besatzungsbehörden (GHQ/SCAP) vom Kabinett Katayama aufgelöst.
Wichtigste Nachfolgebehörden waren das 1938 eingerichtete Sozialministerium sowie nach der Auflösung 1947:
- für die Polizei zunächst eine mehrgliedrige, zum Teil kommunale Polizeiorganisation, seit den 1950er Jahren indirekt die Nationale Kommission für Öffentliche Sicherheit, die Präfekturkommissionen für Öffentliche Sicherheit, die nationale Polizeibehörde und die 47 Präfekturpolizeien,
- für das Bauwesen das Bauministerium – heute Teil des MLIT und
- für die lokalen Verwaltungen das „Ministerium für Selbstverwaltung“ und die Gebietskörperschaften selbst. Die Gouverneure der Präfekturen und die Bürgermeister aller Gemeinden, zunächst vorübergehend einschließlich der Bezirke Tokios, wurden ab 1947 direkt vom Volk gewählt.

Die „Spezielle Höhere Polizei“ (Tokubetsu Kōtō Keisatsu), die als politischer Sicherheitsdienst fungierte und geheimdienstliche Aufgaben wahrnahm, wurde bereits 1945 vom SCAP aufgelöst. Auch die Zensur gehörte zu den Aufgaben des Naimu-shō, bevor sie 1945 abgeschafft und fortan vom Civil Censorship Detachment ausgeübt wurde.